# Kammweg
Kammweg – dawny dalekobieżny szlak turystyczny na terenie Austro-Węgier i Czechosłowacji.
Pomysł wyznaczenia szlaku narodził się w 1902. Miał on łączyć zamieszkane przez Niemców góry na terenie Korony Czeskiej. W latach 1902–1903 wyznakowano pierwszy odcinek Růžovský vrch-Ještěd. W terenie szlak był oznaczony niebieskim czterozębnym grzebieniem (po niemiecku der Kamm to grzebień i grzbiet górski). W latach 1904–1905 przedłużono szlak na zachód do Ašu i na wschód na Śnieżkę. W latach 1922–1923 wytyczono odcinek Śnieżka-Karniów. Szlak przestał istnieć po II wojnie światowej.